# Vevey
Vevey (pronúncia em francês: [vəvɛ]) é uma comuna e uma cidade da Suíça, localizada no Cantão de Vaud, com cerca de 16.321 habitantes. 

## História
Era conhecida na Antiguidade como Vivisco (em latim: Viviscus), tendo sido mencionada pela primeira vez pelo antigo astrônomo e filósofo grego Ptolemeu, que lhe deu o nome de Ouikos.
Vevey é o local da sede mundial da gigante de alimentos Nestlé, fundada aqui em 1867. O chocolate ao leite foi inventado em Vevey por Daniel Peter, em 1875.

## Geografia
Vevey situa-se na beira do Lago Léman, na Riviera vaudoise. Em 2009, a cidade tinha uma área de 2.4 quilômetros quadrados. Desta área, 0,07 km² ou 2,9% são utilizados para fins agrícolas, enquanto 0,11 km² ou 4,6% é coberta por florestas. Do resto da terra, 2,13 km² ou 89,5% são estabelecimentos (edifícios ou estradas), 0,04 km² ou 1,7% são rios ou lagos.